# 신호등

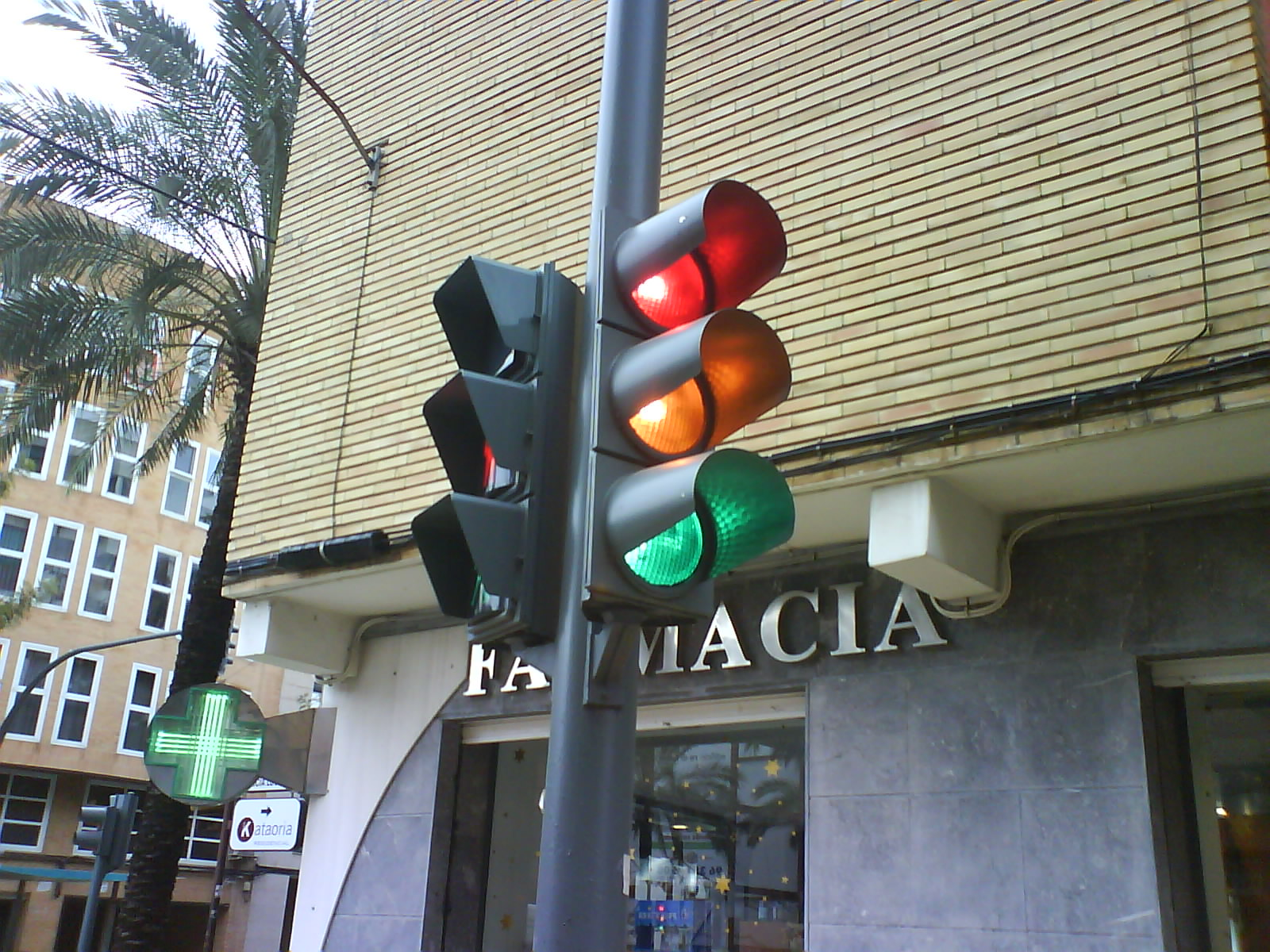
스페인의 신호등

신호등(信號燈)은 철도나 도로에서 진행·정지 등의 신호를 나타내 교통 안전 확보 또는 교통의 흐름을 원활히 하는 장치이다. 보행자 신호등과 운전자 신호등 두 종류로 나뉘며 가로식 배열은 좌측 통행 국가(영국, 일본, 오스트레일리아, 뉴질랜드 등)의 경우 빨간불이 오른쪽에 있고 우측 통행 국가는 왼쪽에 있지만 세로식은 어느 국가나 똑같다.

## 신호등의 역사
세계 최초의 신호등은 1868년의 영국 런던에 가스를 사용하는 수동식 신호등이었다. 이 신호등은 적색과 녹색을 표시하는 장치로 경찰관이 직접 수동으로 조작하는 장치였다. 그러나 가스 폭발이 자주 일어나 경찰관들이 부상을 입는 경우가 많아 촛불 신호등과 석유 등으로 바뀌었다.
이후 1914년 8월 5일, 미국 디트로이트에 최초의 전기 신호등이 설치되었다. 이 신호등은 정지를 나타내는 적색등 하나만 있는 수동식 신호등이었다. 1918년의 미국 뉴욕 5번가에 오늘날과 같은 3색 신호등이 처음으로 설치되었다. 당시의 신호등은 2층 유리탑 속에 설치되었으며, 경찰관이 유리탑 속에 서서 밀려드는 차량들의 교통량을 보며 적당히 버튼을 누르는 방식이었다. 이 최초의 3색 신호등은 그 표시 방법이 오늘날과는 달랐다. 녹색등은 “길이 열렸으니 좌우로 가시오”, 황색등은 “직진만 하시오”, 적색등은 “정지”의 뜻이었다. 오늘날과 같은 3색 자동 신호등은 1928년의 영국 햄프턴에 처음으로 등장했다.

### 한국

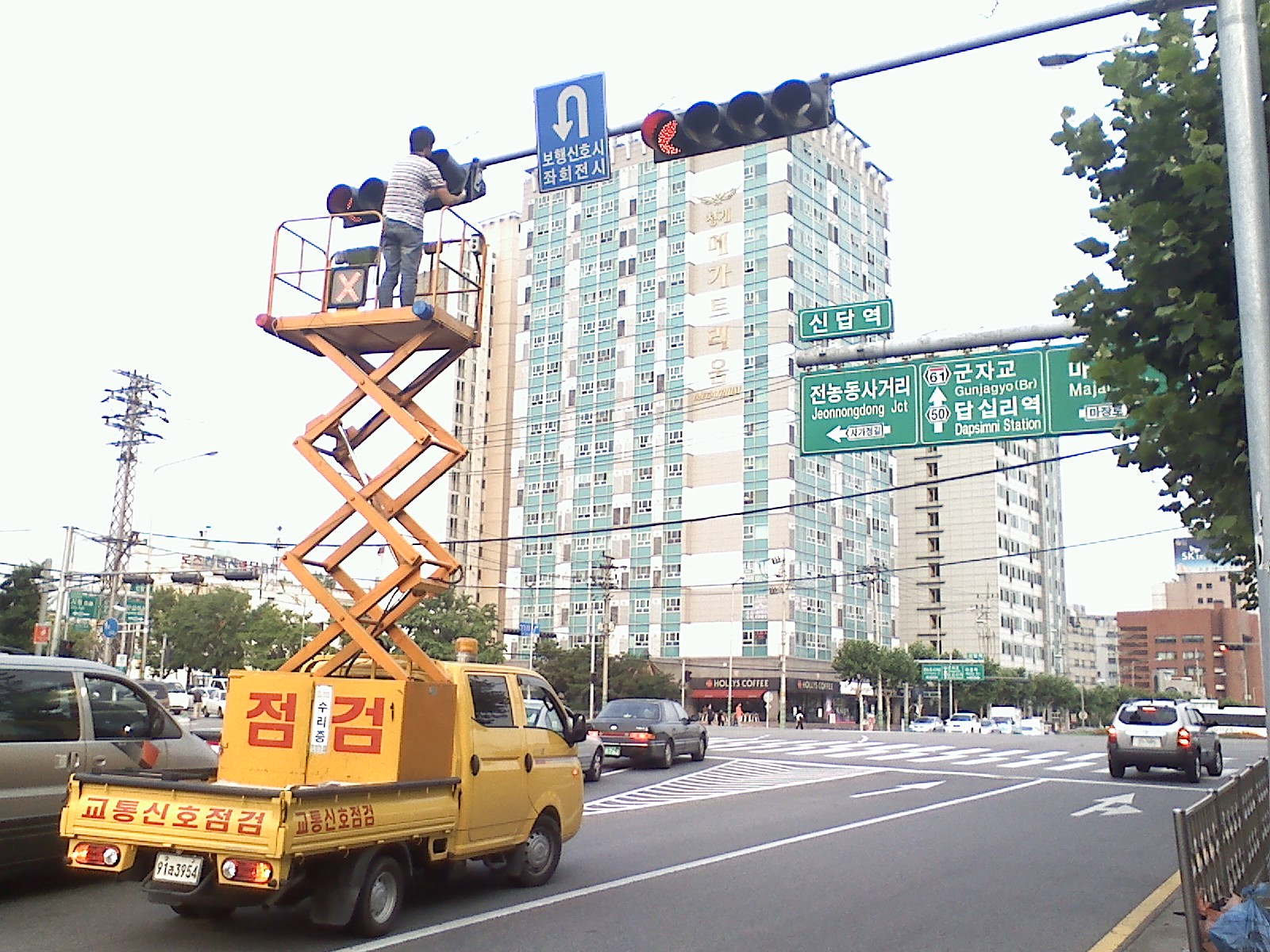
대한민국의 신호등
(LED식, 신답역 앞 사거리에서 촬영)

한국에 교통신호기가 처음 등장한 것은 일제강점기였던 1940년으로 오늘날과 같은 둥근 점등이 아니라 기차역 플랫폼 입구에서 기차의 홈인(Home-in)을 유도하던 날개식 신호기였다. 기둥에서 3색 날개가 번갈아 튀어나오는 형식으로 서울의 종로 네거리 화신백화점 앞, 을지로 입구, 조선은행 앞에 설치되어 교통경찰이 손으로 일일이 조작하였으며, 그 속에 전등이 없어 밤에는 사용할 수 없었다.
오늘날과 같은 주등식(柱燈式, 신호철주에 매달린 신호등)은 광복 이후 미군이 상륙하면서 3색 전기신호기가 나타나 도심에 하나 둘씩 자리잡기 시작했다.
그 당시에는 색깔 대신 '서세요', '가세요'라는 글자로 표기하였다.
자동차의 급격한 증가와 함께 센터시스템을 갖춘 온라인 신호시스템은 1978년에 등장하였다. 온라인 신호시스템은 교통정체 해소에 많은 기여를 하였으나, 1990년대에 도시부의 교통량이 한계에 도달하면서 새로운 시스템인 실시간 신호제어시스템이 등장하였고, 각 도시별로 도입하고 있다. 또 1980년대 초반에는 4색등이 도입되었는데, 녹색 신호에서 좌회전을 하면 사고 위험이 크다는 이유로 화살표가 들어간 좌회전용 신호를 따로 만들었다. 신호가 바뀌면 소리로써 알려주는, 시각장애인들의 이동권을 배려한 신호등도 있다.

신호등 색깔 변동

일부 지자체는 2005년부터 2009년까지 LED 신호등을 시범 설치했으며, 2010년 이후에는 전국적으로 LED 교체가 본격적으로 진행되어 백열등은 완전히 사라졌다.

### 초록불과 파란불
중국, 대한민국, 일본 같은 동양 국가들은 초록색과 파란색을 모두 포함하는 개념으로 '푸르다'라는 표현을 사용해왔다. 중국, 대한민국 등에서의 청색, 즉 ‘푸른 색’은 청색과 바다색, 녹색에서 연두색과 라임색, 남청색과 군청색, 벽색과 하늘색 등 넓은 의미의 색상을 포함하고 있다. 이는 녹색 빛이 감도는 과일을 '청과'라고 하며, 초록 숲이 우거진 산을 '청산'이라 하는 것에서 알 수 있다.
신호등의 통행 가능 신호 역시 '청신호' 혹은 한국어에서 '파란 불'이라고 하는 등, 이처럼 전통적으로 두가지 색으로 개념을 구분해서 사용하지 않았던 문화적 특징이 반영된 것이라 할 수 있다. 현대 들어서 초록색과 파란색이 일부 구분되어 사용되어 왔으나, 신호등에서는 관념에 따라 이를 구분하지 않고 여전히 '푸르다', '파란색'을 '초록색'까지 포함하는 용어로 사용하고 있다.

## 안내

### 보행자 신호
| 사진         | 뜻        |
| ------------ | --------- |
| 보행자신호등 | 정지      |
| 보행자신호등 | 횡단 가능 |

### 운전자 신호
| 신호 | 뜻              |
| ---- | --------------- |
| ●    | 정지(직진 금지) |
| ●    | 정지 예고       |
| ←    | 좌회전          |
| ●    | 직진/우회전     |

## 같이 보기
- 대한민국의 신호등
- 철도 신호기